# 石沢芳次郎
石沢 芳次郎（いしざわ よしじろう、1915年11月26日 - 2019年11月2日）は、日本の経済学者。位階は従四位。
三木内閣首席参事官、拓殖大学学長、防衛大学校名誉教授、拓殖大学名誉教授。財団法人産業経済研究協会理事長等を歴任した。

## 経歴
1915年、栃木県宇都宮市生まれ。1944年、旧制東京商科大学（現一橋大学）を卒業した。大学では赤松要に師事した。
率朝護は、大倉経済専門学校（現東京経済大学）教授となった。社団法人日本貿易会調査課長の後、防衛庁防衛研修所所員、内閣国防会議事務局参事官、防衛大学校教授となった。拓殖大学教授、拓殖短期大学学長、拓殖大学学長、財団法人産業経済研究協会理事長をつとめた。1993年に拓殖大学を定年退職して名誉教授となった。
2019年11月2日、老衰のため、埼玉県内の施設で死去した。103歳没。

## 受賞・栄典
- 2019年：死没日をもって従四位に叙された[6]。

## 著書
- 『国民経済と防衛問題』有信堂 1969年
- 『社会主義の課題―経済的自由の復権とその帰趨』経済往来社 1969年
- 『日本経済の安全保障』産業経済研究協会 1979年
- 『プラザ合意・ルーブル合意と日本』産業経済研究協会 1988年
- 『経済学における神 : 自由主義経済の原点を求めて』産業経済研究協会 1990年
- 『欧州統合論―その理念と現実、そして将来 』産業経済研究協会 1995年
- 『スミスとケインズに学ぶ―日本再建の経済倫理と知性を求めて』あるちざん 1997年
- 『21世紀・日本と日本人の課題―何を改め、何を伸ばすか』富士社会教育センター 2000年
- 『経済学者物語―時代をリードした俊英たち』産業経済研究協会 2003年